# کوین هوکس
کوین هوکس (به انگلیسی: Kevin Hooks) (زادهٔ ۱۹ سپتامبر ۱۹۵۸) بازیگر و کارگردان آمریکایی است. از مهم‌ترین کارهای او می‌توان به فیلم هارون عاشق آنجلا و ساندر اشاره کرد ، ولی شاید بتوان بهترین کار او را بازی در نقش موریس تورپی در سریال تلویزیونی سایه سفید نامید.

## کارگردانی و تهیه کنندگی
از فعالیت‌های هوکس در زمینه کارگردانی و تهیه‌کنندگی می‌توان سریال مشهور فرار از زندان را نام برد. او همچنین دو قسمت از مجموعهٔ لاست را کارگردانی کرده‌است.